# Дай Цзинь
Дай Цзинь (кит. трад. 戴進, упр. 戴进, пиньинь Dài Jìn; 1388—1462) — китайский художник.

## Биография
Дай Цзинь был выдающимся китайским художником в средний период существования империи Мин, лидером так называемой школы Чжэ.
Он родился в уезде Цяньтан (нынешний Ханчжоу), и в молодости был плотником и резчиком по дереву. Затем он освоил искусство ювелира, и его изделия имели успех в Цяньтане и окрестностях. Вероятно, юношу не устраивал низкий социальный статус ремесленника и, развивая свой дар далее, он с увлечением занялся живописью. В 22 года Дай Цзинь приехал с отцом в столицу, Нанкин. От той поры остались свидетельства, что он проявил себя как прекрасный портретист, его произведения были очень реалистичны. Кроме того, он занимался монументальной живописью в районе Нанкина, расписав монастыри Баоэн и Хуацзан. Его известность росла, и в 1426 году некий евнух по имени Фу рекомендовал Дай Цзиня императору Сюандэ (правил в 1426—1435 гг.) для придворной службы и работы в Академии (в эпоху Мин жившие при дворе художники, как правило, числились на каких-либо придворных должностях, чтобы получать жалование — «начальник гардероба», «наставник» и т. д.). Вероятно вскоре талант Дай Цзиня вызвал зависть среди его придворных коллег-конкурентов, и против него была закручена интрига, приведшая к гневу императора и изгнанию художника из императорского дворца. По одной из версий, главным недругом был художник Се Хуань, который усмотрел в одной из картин Дай Цзиня антиправительственный намёк, и сообщил об этом императору.
Изгнание Дай Цзиня имело длительный сочувственный резонанс в образованных кругах. Некоторые считали картины художника лучшим из всего, что было создано в эпоху Мин. Истории, посвящённые его горькому опыту службы при дворе, становились всё более запутанными и абсурдными; среди участников аферы назывались имена многих придворных художников — Се Хуаня, Ни Дуаня, Ши Жуя, Ли Цзая и даже его ученика Ся Чжи. Многие современные исследователи считают всю эту историю не более чем анекдотом, которых вокруг художника возникло довольно много, или по крайней мере серьёзным преувеличением. Подписи Дай Цзиня на существующих работах по большей части не упоминают его титул или ранг как придворного художника, что свидетельствует о том, что при дворе он работал недолго.
Покинув двор он по-прежнему жил в Пекине. Независимо от того, как к нему относились двор и император, его произведения ценились среди образованной публики. Например, высокопоставленный чиновник, министр Ван Чи высказывал постоянное одобрение как в отношении его произведений, так и самого художника. Крупные учёные и чиновники, как, например, известный живописец бамбука Ся Цян, поддерживали с ним добрые отношения. С Ся Цяном они часто обменивались произведениями живописи и каллиграфии для удовольствия и шуток. В этот период его работы в основном были созданы по просьбам чиновников в связи с какими-то важными поводами — уходом в отставку, днём рождения, благородным собранием и т. д. Он оставался в столице, по крайней мере, до 1441 года, так как в этом году его друг и земляк, управляющий делами по имени Чэнь, ушёл в отставку, и собрался вернуться на родину. Остальные чиновники устроили по этому поводу вечеринку, на которой преподнесли отставнику подарок — картину Дай Цзиня «Возвращение на лодке домой» (ныне в Городском музее Шанхая). Вернувшись в Ханчжоу в возрасте шестидесяти с лишним лет Дай Цзинь стал зарабатывать на жизнь продажей своих картин, прославившись далеко за пределами родных мест. Его произведения пользовались спросом среди коллекционеров. В Ханчжоу в 1462 году он и скончался в возрасте 74 лет.

## Творчество
К середине правления династии Мин всё большее число художников моделировало свои работы, исходя из разнообразных стилей предшествовавших мастеров. Талант Дай Цзиня выражался не только в великолепной технике и совершенстве произведений, но и в тематическом разнообразии его живописи. Он создавал превосходные работы и в жанре пейзажа, и в жанре живописи фигур, писал «цветы-птицы», картины на мифологические и религиозные сюжеты. Специалисты отмечают три разных периода в его искусстве. Во время жизни в Цяньтане он работал в манере Ма-Ся, что естественно, поскольку в этом городе, бывшей южносунской столице, были сильны традиции сунской придворной живописи. Работая при дворе в Пекине он освоил аристократический стиль сине-зелёного пейзажа, а также монохромную технику монументальных пейзажей Го Си. После того, как Дай Цзинь покинул императорский двор, и сблизился с многими учёными, он освоил монохромную технику живописи бамбука, технику изображения покрытых туманом гор, позаимствованную у северосунских учёных-художников, а также некоторые приёмы, взятые у Шэн Моу и У Чжэня.
- Весенние горы покрытые зеленью. Шанхай, Музей.
- Путешествующие по горным тропам. Гугун, Пекин.
- Ищущий дао в райской пещере. Гугун, Пекин.
- Пейзаж по Янь Вэньгую. Шанхай, Музей.

Пейзажи Дай Цзиня обычно заселены людьми — путниками, попавшими в дождь, людьми, возвращающимися с прогулки, рыбаками, чиновниками и т. д. Уже современная ему критика отмечала его необычайную изобретательность в умении сочетать манеры разных мастеров прошлого, и способность тонко использовать богатое историческое наследие китайской живописи.
Например, «Весенние горы покрытые зеленью» (Шанхай, Музей), в частности, отражают стиль Ма Юаня в изображении сосен, а свиток «Путешествующие по горным тропам» (Гугун, Пекин) написан под влиянием стиля Ли Тана и Лю Сунняня, только мазок здесь более расслабленный, похож на выполненный в манере «без руки». В свитке «Ищущий дао в райской пещере» (Гугун, Пекин) сосны напоминают о фресках провинциальных мастеров. В его «Пейзаже по Янь Вэньгую» (Музей Шанхая) туманная атмосфера, созданная размывами туши, и точечными мазками явно перенята из пейзажей семейства Ма. Даже самый безжалостный критик школы Чжэ, Дун Цичан, изумлялся выдумкам и мастерству, явленным в его работах: «В истории живописи этой династии Дай Цзинь стоит особняком. Самое необычное в его подражании Янь Вэньгую — это насыщенность светом, определённость мазка и отказ от настоящих красок».
Живопись фигур у Дай Цзиня состоит по большей части из изображений даосских и буддийских святых, а также сцен из отшельнической жизни мудрецов и добродетельных мужей древности. Среди них есть «Ночное путешествие Чжун Куя», которое посвящено традиционной теме — ловцу привидений, который, согласно китайской мифологии, выходил на охоту по ночам, и ловил злых духов. Сохранился свиток на эту же тему, написанный в период Юань художником Гун Каем, но Дай Цзинь подошёл к сюжету совершенно иначе. В его картине Чжун Куй занимает почти всю поверхность свитка, особенно выделены его глаза. Он сидит в паланкине, который несут четыре маленьких беса. Два других демона тащат всякую поклажу и держат зонт. В неясном свете луны они кажутся куда-то спешащими. Об изображении подобных фигур и работе кистью говорили, что Дай Цзинь ассимилировал некоторые региональные особенности фресковых традиций, которые постепенно исчезали в послесунское время.
«Шесть патриархов чань» (Музей провинции Ляонин) представляет собой иную стилевую разновидность живописи фигур Дай Цзиня. Этот свиток отличается более пристальным вниманием, уделённым композиции и деталям, он считается одним из ранних произведений мастера. Иконография буддийских и даосских изображений была разработана за много веков до Дай Цзиня, он лишь вводил небольшие дополнения и немного изменял композиционные решения. На свитке изображены шесть первых патриархов буддийской школы чань, начиная с её основателя Бодхидхармы, который сидит в пещере, медитируя перед стеной. Далее, справа налево (а именно так смотрят китайские свитки) художник изобразил второго патриарха — однорукого Хуэйкэ, который по преданию отрубил себе руку, ради того, чтобы стать учеником Бодхидхармы. Далее изображён третий патриарх Сэнцань, один из учеников Хуэйкэ; после него следуют Даосинь, Хунжэнь, и наконец шестой патриарх Хуэйнэн, автор канонического чаньского текста «Сутра помоста», создатель южной школы чань.
Сохранилось и несколько работ Дай Цзиня в жанре «цветы-птицы». Среди них «Три белых цапли» (Гугун, Пекин) которая является примером раннего произведения в этом жанре, и «Штокроза, камень и бабочки», отражающая его поздний стиль. Поверхность камня в последней работе выполнена грубыми мазками, напоминающими «срубы топора», в то время как штокроза и бабочки выписаны изящно, в стиле, напоминающем живопись династии Северная Сун.
Дай Цзинь был выдающимся художником, его творчество обрело множество подражателей — учеников и последователей. Влияние его искусства распространялось невзирая на границы между школами и стилями. Например, Шэнь Чжоу, основатель школы У, с увлечением изучал его живопись. Его последователей в дальнейшем объединили в некую особую школу, и поскольку он был уроженцем провинции Чжэцзян, её стали именовать «школа Чжэ». Дай Цзиня принято считать её родоначальником.